# 耐陰

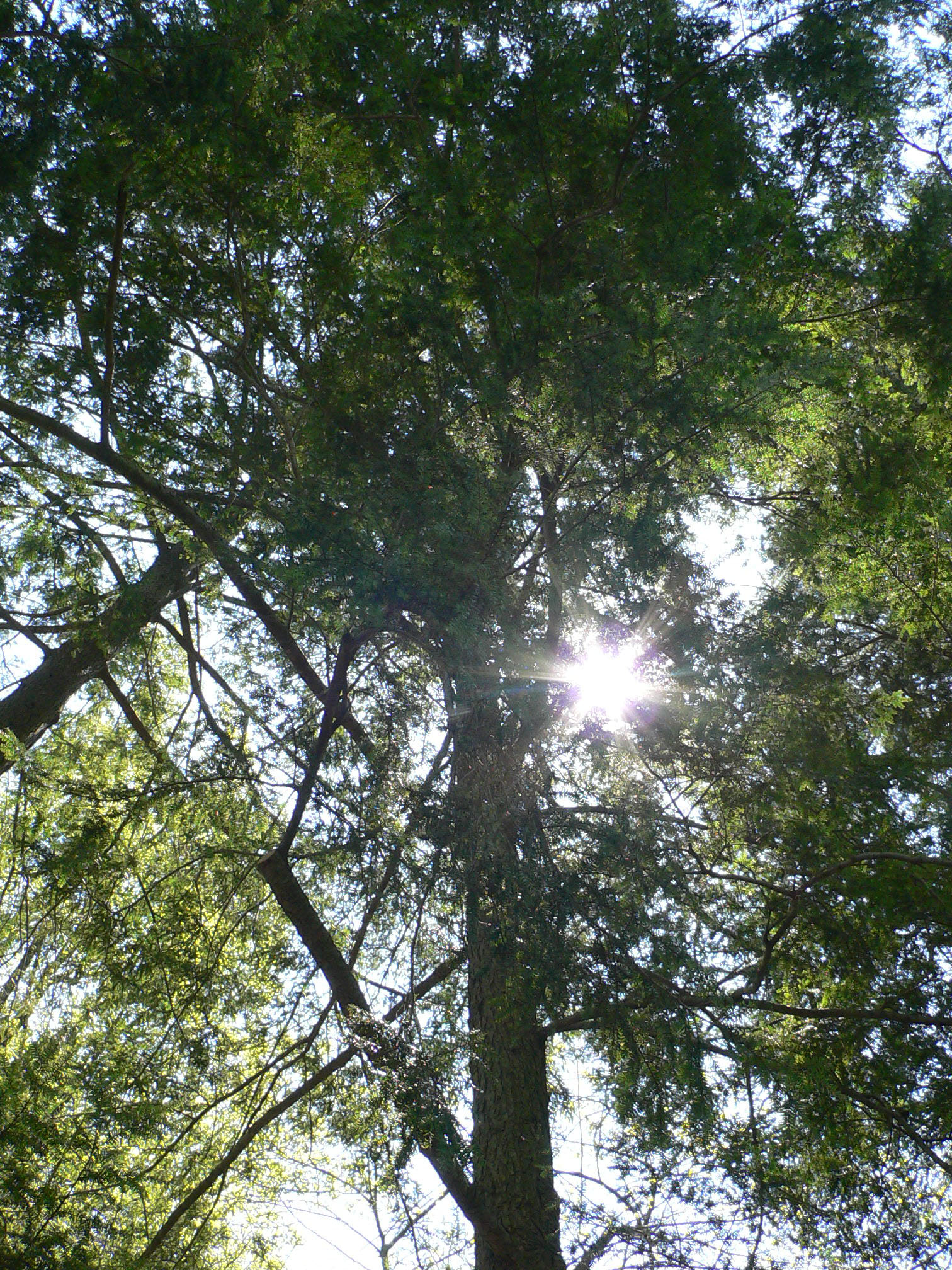
一種耐陰的树

在生态学中，耐陰是指植物在低光照環境下的耐受能力。不同的植物有不同的耐陰性。除某些寄生植物外，基本上所有陆地上的植物都需要阳光才能生存。不過有時阳光太過強烈，植物未必能在這種暴曬的環境下生存。例如在阳光直射時，紫外线射向植物，植物必须消耗能量产生色素来阻挡紫外线。